# Satyrichthys longiceps
Satyrichthys longiceps és una espècie de peix pertanyent a la família dels peristèdids.

## Hàbitat
És un peix marí i demersal que viu fins als 348 m de fondària.

## Distribució geogràfica
Es troba al Pacífic occidental central: les illes Filipines i Papua Nova Guinea.

## Observacions
És inofensiu per als humans.